# Grande cloche de Dhammazedi

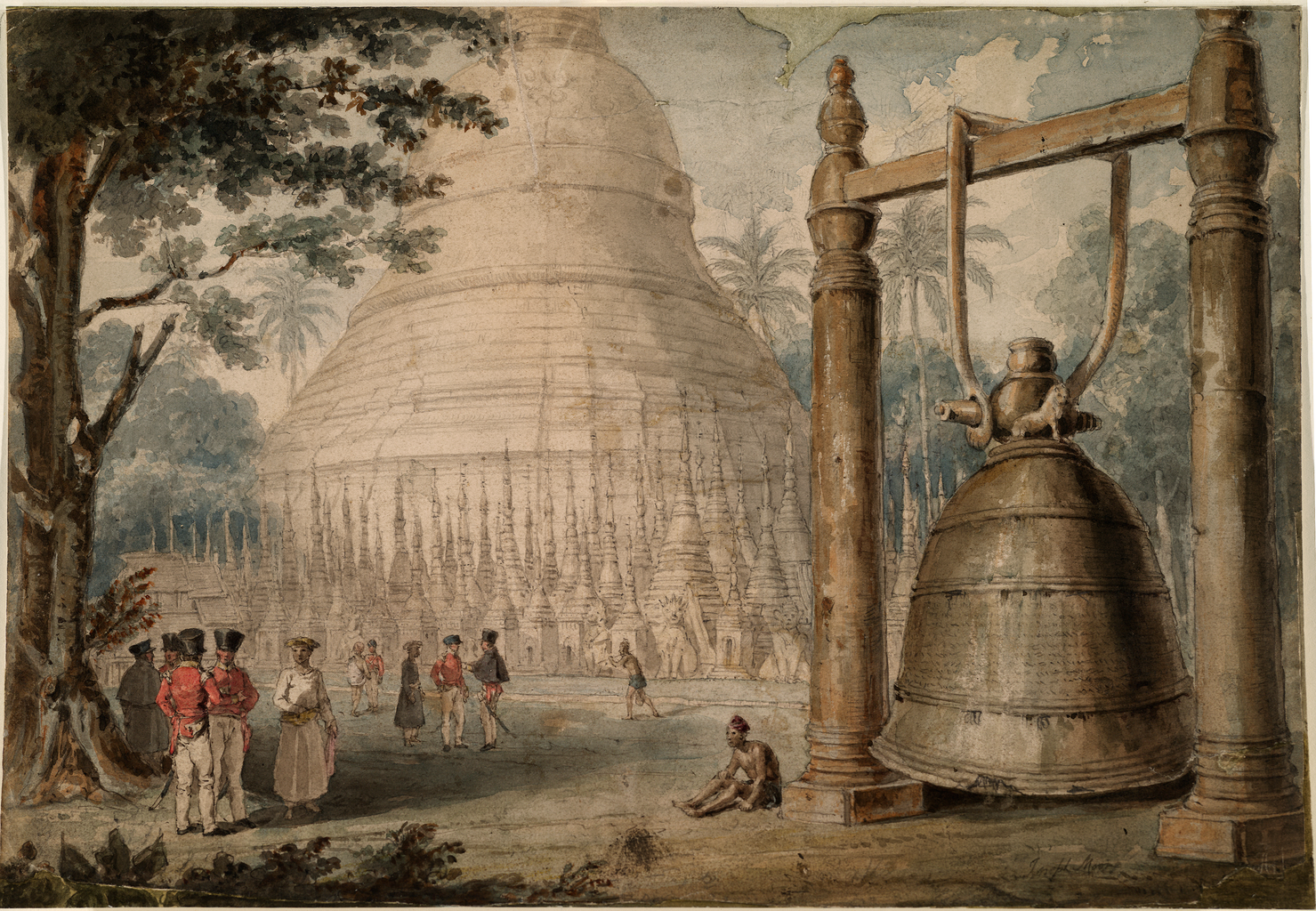
Illustration de la cloche de Dhammazedi.

La Grande cloche de Dhammazedi est une des plus grosses cloches connues. Cette cloche de bronze a été coulée le 5 février 1484 à la demande du roi Dhammazedi pour la pagode Shwedagon de Rangoun dans l'actuelle Birmanie. Si l'on en croit les textes de l'époque, ce fut la plus grande cloche jamais fondue et elle pesait 294 tonnes.
Cette cloche fut volée en 1608 par l'aventurier portugais Philippe de Brito, pour en faire des canons. Il la fit descendre de la colline et placer sur un radeau, qui fut tiré par des éléphants jusqu'à la Bago. Là, il fut pris en remorque par le navire de Brito, pour être transporté à Syriam. Mais au confluent de la Bago et de la Yangon, le radeau se brisa et la cloche coula dans la rivière, entraînant le bateau avec elle.
Elle s'y trouverait encore aujourd'hui sous plusieurs mètres de boue. Sa position exacte n'est cependant pas connue et aucune des tentatives pour la récupérer n'a encore abouti.